# محمد علي بن حمودة (لاعب كرة قدم مواليد 1989)
محمد علي بن حمودة لاعب كرة قدم تونسي يلعب خط الهجوم.
لعب سابقاً لأندية الترجي والنجم الخالدي وحمام الأنف و و الملعب التونسي وقوافل قفصة ومستقبل المرسى والنجم المتلوي و وقع مع نادي خورفكان الإماراتي عام 2017 و وقع مع نادي مصفوت في عام 2018 و انتقل إلى نادي التعاون مطلع عام 2019 و انتقل إلى نادي الذيد في صيف 2019 .